# Oh-my-God-deeltje
Het Oh-my-God-deeltje  was een kosmisch deeltje, waarschijnlijk een proton, met een energie van 3 × 1020 eV (ongeveer 50 J, de kinetische energie van een honkbal met een snelheid van 100 km/u) dat werd waargenomen in de avond van 15 november 1991 op de Dugway Proving Ground. Het deeltje had een snelheid van vrijwel precies de lichtsnelheid, en was 1,5 femtometer groot. Sinds de eerste waarneming zijn door onder andere de Fly's Eye detector nog minstens 72 van deze deeltjes waargenomen. De deeltjes hebben ongeveer 40 miljoen keer de energie die door een deeltjesversneller kan worden bereikt. 
De oorsprong van deze deeltjes is onbekend, al wijzen recente waarnemingen erop dat ze waarschijnlijk uit dezelfde richting komen. De kans dat de metingen op toeval berusten is 1 op 2700. Doordat deze deeltjes zeldzaam zijn, heeft men de bron echter nog niet kunnen vaststellen, al wordt Hercules A, een actief sterrenstelsel, als kandidaat genoemd. Men neemt aan dat de afstand tot de bron niet groter kan zijn dan 500.000 lichtjaar omdat anders interacties met kosmische achtergrondstraling het deeltje van zijn energie zouden hebben beroofd (de GZK-limiet).